# Gennadij Beljakov
Gennadij Vladimirovič Beljakov (in russo Геннадий Владимирович Беляков?; traslitterazione anglosassone Gennady Vladimirovich Belyakov; Mosca, 7 giugno 1968) è un ex slittinista russo.
Prima della dissoluzione dell'Unione Sovietica (1991) gareggiò per la nazionale sovietica, mentre ai XVI Giochi olimpici invernali di Albertville 1992 fece parte della squadra unificata.
È il fratello di Aleksandr, a sua volta ex slittinista di alto livello.

## Biografia
Iniziò a gareggiare per la nazionale sovietica nelle varie categorie giovanili nella specialità del doppio, non riuscendo a cogliere risultati di particolare rilievo.
A livello assoluto partecipò a due edizioni dei Giochi olimpici invernali, sempre nella gara biposto: ad Albertville 1992 giunse decimo partecipando per la Squadra Unificata in coppia con Igor' Lobanov e, dopo il ritiro di quest'ultimo, gareggiò per la nazionale russa insieme a Anatolij Bobkov con il quale a Lillehammer 1994, in quella che fu la sua ultima competizione a livello internazionale, chiuse la gara in quindicesima posizione.
Prese parte altresì ad una edizione dei campionati mondiali aggiudicandosi la medaglia di bronzo nella gara a squadre a Calgary 1990 e giungendo sesto nel doppio. Nelle rassegne continentali concluse al settimo posto la gara biposto ed al quarto la prova a squadre ad Igls 1990.

## Palmarès

### Mondiali
- 1 medaglia:
  - 1 bronzo (gara a squadre a Calgary 1990).